# Ahmet Oğuz
Ahmet Oğuz (Sorgun, 16 gennaio 1993) è un calciatore turco, difensore del Kocaelispor.

## Caratteristiche tecniche
È un terzino destro.

## Carriera
Cresciuto nelle giovanili del Gençlerbirliği, ha esordito in Süper Lig il 20 dicembre 2014 in un match vinto per 5-0 contro il Konyaspor.

## Statistiche

### Presenze e reti nei club
Statistiche aggiornate al 6 febbraio 2023.
| Stagione              | Squadra               | Campionato            | Campionato | Campionato | Coppe nazionali | Coppe nazionali | Coppe nazionali | Coppe continentali | Coppe continentali | Coppe continentali | Altre coppe | Altre coppe | Altre coppe | Totale | Totale | Totale |
| Stagione              | Squadra               | Comp                  | Pres       | Reti       | Comp            | Pres            | Reti            | Comp               | Pres               | Reti               | Comp        | Pres        | Reti        | Pres   | Reti   |        |
| --------------------- | --------------------- | --------------------- | ---------- | ---------- | --------------- | --------------- | --------------- | ------------------ | ------------------ | ------------------ | ----------- | ----------- | ----------- | ------ | ------ | ------ |
| 2011-2012             | Hacettepe             | 3L                    | 15         | 0          | CT              | 0               | 0               |                    | -                  | -                  |             | -           | -           | 15     | 0      |        |
| 2012-2013             | Hacettepe             | 3L                    | 16         | 0          | CT              | 0               | 0               |                    | -                  | -                  |             | -           | -           | 16     | 0      |        |
| 2013-2014             | Hacettepe             | 3L                    | 30         | 1          | CT              | 3               | 0               |                    | -                  | -                  |             | -           | -           | 33     | 1      |        |
| Totale Hacettepe      | Totale Hacettepe      | Totale Hacettepe      | 61         | 1          |                 | 3               | 0               |                    | -                  | -                  |             | -           | -           | 64     | 1      |        |
| 2014-2015             | Gençlerbirliği        | SL                    | 5          | 0          | CT              | 9               |                 |                    | -                  | -                  |             | -           | -           | 14     | 0      |        |
| 2015-2016             | Gençlerbirliği        | SL                    | 30         | 1          | CT              | 0               | 0               |                    | -                  | -                  |             | -           | -           | 30     | 1      |        |
| 2016-2017             | Gençlerbirliği        | SL                    | 31         | 0          | CT              | 5               | 2               |                    | -                  | -                  |             | -           | -           | 36     | 2      |        |
| 2017-2018             | Gençlerbirliği        | SL                    | 29         | 1          | CT              | 5               | 0               |                    | -                  | -                  |             | -           | -           | 34     | 1      |        |
| 2018-2019             | Gençlerbirliği        | SL                    | 30         | 2          | CT              | -               | -               |                    | -                  | -                  |             | -           | -           | 30     | 2      |        |
| 2019-2020             | Gençlerbirliği        | SL                    | 18         | 0          | CT              | 1               | 0               |                    | -                  | -                  |             | -           | -           | 19     | 0      |        |
| Totale Genclerbirligi | Totale Genclerbirligi | Totale Genclerbirligi | 143        | 4          |                 | 20              | 2               |                    | -                  | -                  |             | -           | -           | 163    | 6      |        |
| 2020-gen. 2021        | Kasımpaşa             | SL                    | 6          | 0          | CT              | 2               | 0               |                    | -                  | -                  |             | -           | -           | 8      | 0      |        |
| gen.-giu. 2021        | Sivasspor             | SL                    | 18         | 0          | CT              | 1               | 0               |                    | -                  | -                  |             | -           | -           | 19     | 0      |        |
| 2021-2022             | Sivasspor             | SL                    | 27         | 1          | CT              | 4               | 0               | UECL               | 5                  | 0                  | -           | -           | -           | 36     | 1      |        |
| Totale Sivasspor      | Totale Sivasspor      | Totale Sivasspor      | 45         | 1          |                 | 5               | 0               |                    | 5                  | 0                  |             | -           | -           | 55     | 1      |        |
| 2022-2023             | Konyaspor             | SL                    | 20         | 0          | TK              | 1               | 0               | UECL               | 3                  | 0                  | -           | -           | -           | 24     | 0      |        |
| Totale carriera       | Totale carriera       | Totale carriera       | 274        | 6          |                 | 31              | 2               |                    | 8                  | 0                  |             | -           | -           | 314    | 8      |        |

## Palmarès

### Club

#### Competizioni nazionali
- Coppa di Turchia: 1

Sivasspor: 2021-2022
- TFF 1. Lig: 1

Kocaelispor: 2024-2025